# کومسومولسکه
کومسومولسکه (زبان اوکراینی Кальміуське) شهری در استان دونتسک در کشور اوکراین واقع شده‌است. جمعیت این شهر ۱۱,۴۴۷ نفر (۲۰۲۱ تخمینی) است.

## نگارخانه

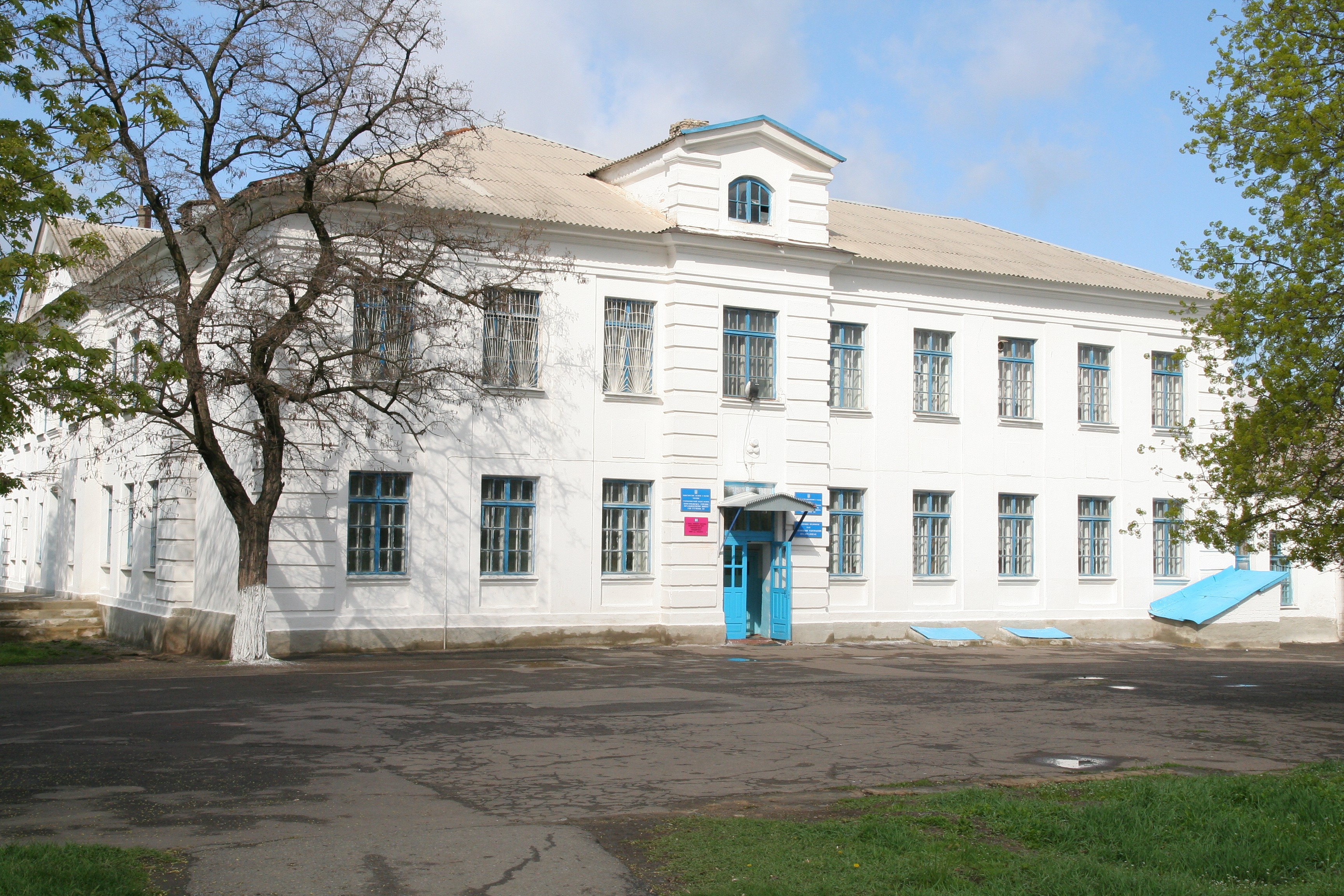
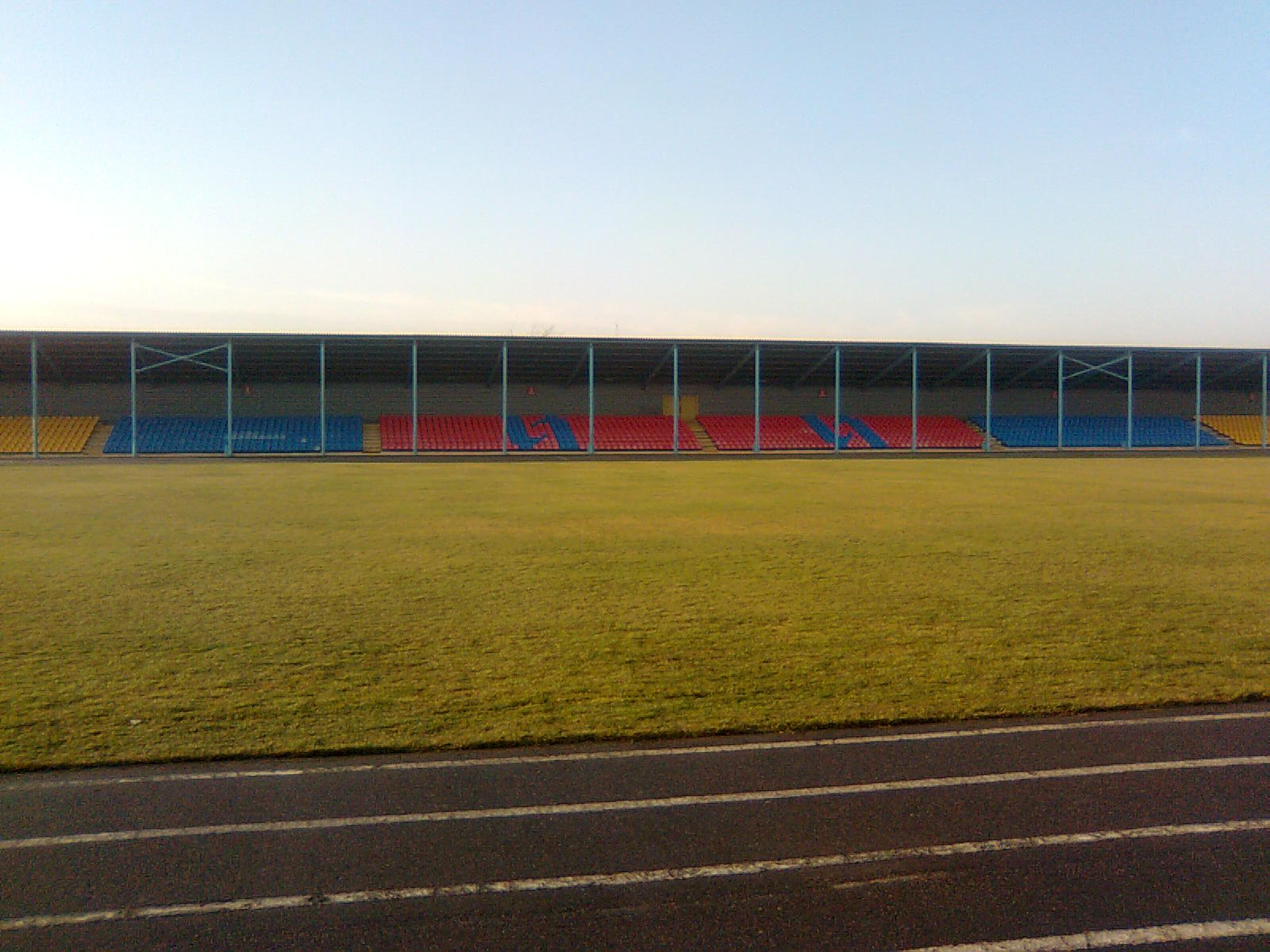